# Hongqi (socken i Kina, Heilongjiang, lat 45,24, long 126,72)
Hongqi (kinesiska: 红旗, 红旗满族乡) är en socken i Kina. Den ligger i provinsen Heilongjiang, i den nordöstra delen av landet, omkring 57 kilometer söder om provinshuvudstaden Harbin.
Genomsnittlig årsnederbörd är 794 millimeter. Den regnigaste månaden är juli, med i genomsnitt 166 mm nederbörd, och den torraste är januari, med 6 mm nederbörd.